# Euceros gilvus
Euceros gilvus là một loài tò vò trong họ Ichneumonidae.